# Krottenseer Forst
Koordinaten: 49° 38′ 49″ N, 11° 38′ 19″ O

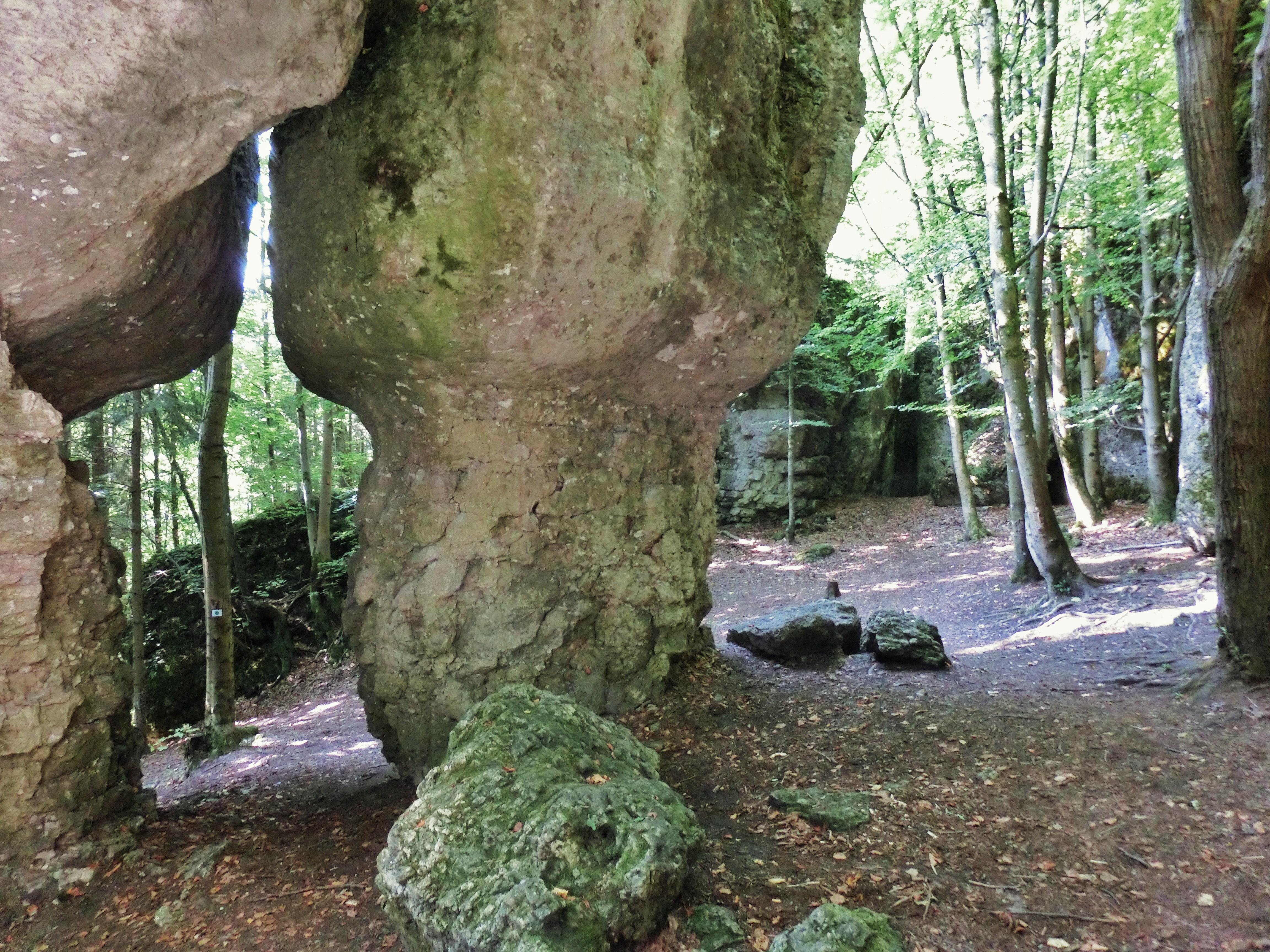
Steinerne Stadt im Krottenseer Forst

Der Krottenseer Forst liegt im Osten des Naturparks Fränkische Schweiz-Veldensteiner Forst zwischen den Ortschaften Krottensee im Westen, Königstein im Süden und Auerbach in der Oberpfalz im Norden. Er liegt zu großen Teilen auf dem Gebiet von Auerbach in der Oberpfalz an der Grenze zwischen Mittelfranken und der Oberpfalz.
Nordwestlich des Waldgebietes schließt sich der Veldensteiner Forst an.
Besondere Anziehungspunkte im Krottenseer Forst sind die Maximiliansgrotte und die Steinerne Stadt. Hier befinden sich mit der Maximilianwand und dem Krottenseer Turm einige herausragende Kletterziele des Frankenjura. Mit den Routen Chasin’ the Trane, Wallstreet am Krottenseer Turm und Action Directe am Waldkopf wurde hier Klettergeschichte geschrieben. Es waren die jeweils schwersten Routen der Welt in ihrer Zeit.